# مجرة A2744 YD4
A2744_YD4 هي مجرة شابة بعيدة جدًا. تم التعرف على هذه المجرة لأول مرة على أنها مجرة بعيدة محتملة في عام 2015 باستخدام تلسكوب هابل الفضائي . أصبح هذا الاكتشاف ممكنًا لأن هذه المجرة تقع خلف العنقود المجري الهائل Abell 2744 . في عام 2017 رصدتها ALMA واكتشفت كمية صغيرة من الغبار (الغبار النجمي الأبعد حتى الآن) وأول وجود للأكسجين ينبعث منه الضوء بعد 600 مليون سنة فقط من الانفجار العظيم. 